# Рецессия в США (1937—1938)

Уровень безработицы в США с 1910 по 1960 год: период Великой депрессии, 1929—1939, выделен

Рецессия в США (англ. Recession of 1937–1938; также «рецессия Рузвельта» или «рузвельтовская рецессия», англ. Roosevelt Recession) — экономический спад, произошедший в США во время Великой депрессии и «Нового курса» администрации президента Франклина Рузвельта. Если к весне 1937 года производство, прибыль и заработная плата восстановились практически до уровня 1929 года — а уровень безработицы, оставаясь высоким, был значительно ниже 25 % (1933) — то в середине года американская экономика пережила резкий спад. Новое падение, сопровождавшееся биржевым крахом, продолжалось 13 месяцев: в его ходе промышленное производство сократилось почти на 30 %, а безработица поднялась с 14,3 до 19,0 % (июнь 1938); общий объем производства значительно снизился и вернулся к уровню 1934 года.

## История

### Падение рынка и сокращение производства
Политический тупик 1937 года, связанный с формированием в Конгрессе США оппозиции Новому курсу, совпал с возобновлением экономического кризиса: в мае восстановление достигло пика и к августу экономическая активность снова заметно снизилась; в сентябре наблюдатели, включая и министра Генри Моргенто, стали отмечать уже стремительное снижение. В октябре фондовый рынок США вновь потряс кризис, вызвавший в памяти людей «ужас 1929 года». Темпы нового падения даже затмевали скорость падения экономики в 1929 году: так акции потеряли более трети своей стоимости в течение всего нескольких недель, а корпоративная прибыль упала почти на 80 %. Производство стали в последнем квартале года упало до четверти от уровня середины года, что привело к сокращению общего промышленного производства на 40 %; в начале 1938 года в Детройте выплаты безработным увеличились в 4 раза по сравнению с 1937 годом. Организация новых профсоюзов практически прекратилась и к концу зимы более двух миллионов рабочих получили уведомления об увольнении. Они расширили ряды безработных, доведя их общее число до неполных 10 миллионов человек — или 19 % от рабочей силы. Аналогия с «мрачными» годами президентства Гувера стала очевидной современникам.
Критики назвали сокращение ВВП «рецессией Рузвельта»; «депрессия внутри депрессии» вызвала масштабные политические дебаты и в самой президентской администрации. Если ряд современных исследователей видит в событиях 1937 года обычный спад делового цикла — после четырех лет роста — то в «политизированной атмосфере» 1937 года подобные объяснения не получили распространения. Политики, все предыдущие годы бравшие на себя всё большую ответственность за состояние американской экономики, оказались вынуждены объяснять происходящее.
Часть экономистов-современников возложила вину за спад на антипредпринимательскую политику президентской администрации или, ближе к современным оценкам, на неизбежную неопределенность, вызванную «сменой экономического режима» — изменением «правил игры». Выросшая регуляторная нагрузка, повысившееся налоговое бремя и поднимавшиеся затраты на рабочую силу подорвали доверие инвесторов, постоянно ожидавших новых «сюрпризов» из Белого дома. Чистые новые частные инвестиции в середине 1930-х годов составляли всего лишь одну треть от своего уровня десятилетием ранее.

### «Заговор капиталистов»
Адольф Берли находил такую модель правдоподобной: он писал, что «не может существовать правительство, которое постоянно ведёт войну со своим экономическим механизмом». В начале ноября 1937 года Моргенто и почтмейстер Джеймс Фарли призвали президента сбалансировать бюджет и «разрядить» отношения с «деморализованным» бизнесом. Моргенто полагал, что коммунальные предприятия были особенно уязвимы: будучи чрезвычайно долгосрочными и капиталоемкими, плотины, электростанции и линии электропередач, оказались в совершенно новой ситуации после принятия в 1935 году «Закона о коммунальных компаниях» (Public Utility Holding Company Act of 1935), прямо направленного на коренную реструктуризацию всей отрасли. Рузвельт был заметно раздражен и обвинил сами компании в жадности.
В последующие недели президент продолжил свою линию: по его версии, замедление инвестиций было не объективным экономическим процессом, а частью политического заговора против него лично — некой «забастовкой капитала», направленной на то, чтобы сместить его с должности и разрушить Новый курс. Повторяя свою тактику, использовавшуюся в 1935 году при лоббировании «налога на богатство» и в ходе прошлой предвыборной кампании, Рузвельт настоял на том, что помощник генерального прокурора Роберт Джексон и министр Гарольд Икес произнесли в декабре 1937 года серию «громких» речей. Так Икес выступил против Генри Форда, Тома Гирдлера (Tom Mercer Girdler, 1877—1965) и «Шестидесяти семейств», которые составляли «живой центр современной индустриальной олигархии, доминирующей в Соединенных Штатах»; Икес полагал, что «оставленные без контроля», они создали бы «фашистскую Америку для крупного бизнеса — порабощенную Америку». Одновременно Джексон осудил спад частных инвестиций как «всеобщую забастовку — первую всеобщую забастовку в Америке», указав, что забастовка была начата «для принуждения [правительства] к политическим действиям». Со своей стороны Рузвельт приказал ФБР провести расследование о возможном преступном сговоре в ходе данной забастовки — такое расследование было проведено, но оно не выявило ничего существенного.

### Реакция сторонников Нового курса
Теория заговора капиталистов, несмотря на свою безосновательность, была серьёзно воспринята частью современников — прежде всего, группой внутри администрации президента, известной как «ньюдилеры». Группа, состоявшая преимущественно из молодых юристов и экономистов, имевших покровительство у Гарвардского профессора юриспруденции Феликса Франкфуртера, была «разбросана» по средним звеньям американской федеральной бюрократии. Ньюдилеры формально занимали малозначимые должности, хотя имели значительное влияние — исключение составляли несколько известных чиновников: Уильям О. Дуглас, возглавлявший Комиссию по ценным бумагам; Томас Коркоран (Thomas Gardiner Corcoran) из Финансовой корпорации реконструкции (Reconstruction Finance Corporation, RFC); Бенджамин Коэн (Benjamin V. Cohen) из министерства внутренних дел; Исадор Любин (Isador Lubin), возглавлявший Федеральное бюро статистики труда; Локлин Карри из Федерального резерва; Мордехай Иезекииль (Mordecai Ezekiel) из министерства сельского хозяйства; Леон Хендерсон (Leon Henderson) из WPA или Джером Фрэнк (Jerome Frank) из Комиссии по ценным бумагам. Всего в группе насчитывалось от 200 до 300 человек; никто из них никогда не занимал никакую выборную должность. Члены группы регулярно встречались в доме Франкфуртера в Джорджтауне, который консервативные противники группы назвали «Маленький красный домик».
Талантливые и (буквально) голодные молодые люди, понимали, что госслужба во времена Великой депрессии была лучшей — если не единственной — возможностью для трудоустройства. Хотя «ньюдилеры» и не имели единого мнения по все вопросам — иногда конфликтуя по поводу конкретной политики — они разделяли определенные ключевые убеждения: глубокую подозрительность к бизнесменам и веру в правительство как орган правосудия и прогресса. Некоторые из них прямо обвинили «коварные монополии» в рецессии 1937 года — часть из них соотнесла «все беды десятилетия» с деятельностью монополистов. Активное применение антимонопольного законодательства было очевидным решением проблемы. Все они выступали за создание более обширных и более мощных правительственных учреждений, управляемых «техническими специалистами» с широкими полномочиями — на подобные учреждения предполагалось возложить обязанности как по надзору за экономикой, так и по выработке промышленной политики. По их мнению, «религия правительства» была необходима Америке.
Многие из «ньюдилеров» были в восторге от новой экономической доктрины, предложенной Джоном Кейнсом в 1936 году — в книге под названием «Общая теория занятости, процента и денег». Идея о том, что дефицит государственного бюджета был необходимым и мощным инструментом восстановления экономики — а не признаком фискального злоупотребления — имела значительную поддержку. Возобновившийся в 1937—1938 годы экономический кризис, как казалось, открыл поле возможностей для реализации теоретических идей. Для своих сторонников, «ньюдилеры» были самоотверженными государственными служащими, защитниками общественных интересов, наследниками американской прогрессивной традиции; для своих противников — таких как бывший глава ААА Джордж Пик — они были «чумой из юных юристов», которые «пересекли границу здравомыслия». Эти «высокомерные манипуляторы» являлись порождением Нового курса — точнее огромного правительственного аппарата, в чьи тайны был посвящён только новый класс «светских священников». В дальнейшем многие из членов группы построили успешные карьеры в американском частном секторе: работая в юридических фирмах Вашингтона, они продавали корпоративным клиентам свой уникальный опыт службы в новых правительственных учреждениях, которые сами же и помогли создать (см. карьера Коркорана).

### Меморандум
Документ о правительственной политике, который в дальнейшем стал аналогом Никейского Символа веры для Нового курса и кейнсианства, был составлен Карри, при участии Хендерсона и Любина. Они подготовили свой анализ причин нового спада и программу по борьбе с ним, совместно представив его президенту в начале ноября 1937 года.
Чиновники полагали, что правительство совершило несколько экономических ошибок в конце 1936 и в начале 1937 года: сначала ФРС, обеспокоенная по не вполне ясной причине «инфляцией», сократила денежную массу в условиях высокого уровня безработицы, подняв процентную ставку. Затем произошло резкое изменение фискальной политики федерального правительства: в 1936 году, во многом благодаря выплате «бонусов» ветеранам Первой мировой войны — а также благодаря продолжавшимся расходам WPA и PWA — Новый курс «влил» почти 4 миллиарда долларов в экономику (сверх налоговых поступлений в бюджет). Данный дефицит, практически равный всему федеральному бюджету США за 1933 год, стимулировал частное потребление и, как следствие, восстановление экономики. Но в 1937 году эффект от единовременной выплаты бонусов был исчерпан, а новые (регрессивные) налоги на социальное обеспечение «вытянули» около 2 миллиардов долларов из национального дохода — ничего не возвратив взамен, поскольку выплата пенсий должна была начаться только в 1940 году. Хуже всего было то, что сам Рузвельт обеспокоился сбалансированностью бюджета и — стремясь сделать политическое заявление о том, что с окончанием Депрессии можно было сократить и объем помощи — отдал приказ о значительном сокращении расходов WPA и PWA уже летом 1937 года. И в течение первых девяти месяцев года федеральный бюджет был в профиците на сумму около 66 миллионов долларов. «Ньюдилеры» сделали вывод, что бюджетный дефицит 1933—1937 годов обеспечил восстановление экономики, а сокращение дефицита вызвало рецессию. Решение было очевидно: федеральное правительство должно немедленно возобновить крупномасштабные расходы.
«Аккуратный силлогистический анализ», поддержанный и банкиром Марринером Экклзом, впечатлил Рузвельта — и 10 ноября президент согласился с тем, что было необходимо возобновление государственных расходов, а не их «обуздание». Однако вечером того же для министр финансов Моргенто, с явной поддержкой Рузвельта, обратился в Нью-Йорке к аудитории бизнес-лидеров и пообещал сбалансированный бюджет — это заявление вызвало смешки в зале. Противоречие в позициях, озвученных в течение нескольких часов, заставили Экклза задуматься «был ли Новый курс просто политическим лозунгом или Рузвельт действительно знал, что такое Новый курс».

### Письмо Кейнса
Рузвельт не спешил с разрешением противоречий, которые окружали политику его администрации в 1937 году. В своем послании к специальной сессии Конгресса, созванной 15 ноября, президент практически не упомянал о рецессии в стране. В течение следующих 5 месяцев в самой администрации продолжались дебаты, в которых обсуждался как бюджетный баланс, так и масштабные расходы. По мнению историка Алана Бринкли, в тот период происходила «интенсивная идеологическая борьба — борьба между различными концепциями экономики, между различными взглядами на государство и между различными… политическими традициями… Это была борьба за то, чтобы определить саму суть Нового курса». Длительность дискуссии вызывала беспокойство далеко за пределами самих Соединенных Штатов.
Британец Кейнс, уже писавший президенту в 1933 году, снова составил письмо — на этот раз, частное, а не открытое. В новом письме Кейнс высоко оценил предыдущие реформы Рузвельта, отдельно отметив сельскохозяйственную политику Нового курса, деятельность SEC, содействие коллективным переговорам между рабочими и работодателями, а также — закон о заработной плате. Одновременно Кейнс выразил опасения, что без экономического восстановления все эти достижения будут потеряны.
Основатель кейнсианства настаивал, что президенту следует мобилизовать все доступные ресурсы для стимулирования экономики: инвестиции в жилищное строительство, в коммунальные услуги и в строительство железных дорог создадут, по его мнению, рабочие места и дополнительный доход, что «восстановит экономическую жизнеспособность» за счет увеличения совокупного спроса. Кейнс отвечал и на вопрос об источнике средств: государственные инвестиции. Хотя в случае с железными дорогами и коммунальными услугами Кейнс признавал, что в «общественное мнение [Америки] еще не созрело» для принятия общественной собственности, он всё же полагал возможным начать процесс расширения роли федеральных властей в экономике. Строительство государственного жилья для американцев было приоритетом Кейнса.
Совет британского экономиста, данный с несколько менторскими интонациями, со временем стал «сердцем кейнсианской экономики». При этом и Герберт Гувер, и сам Рузвельт интуитивно вели свою экономическую политику в подобном ключе — задолго до того, как Кейнс опубликовал свои теоретические воззрения. В апреле 1938 года Рузвельт согласился на дополнительные расходы и запросил у Конгресса чрезвычайные ассигнования в размере около 3 миллиардов долларов. Впоследствии многие историки воспринимали данное решение как первое «намеренное» формирование дефицита бюджета — создание дефицитного бюджета в целях экономического стимулирования. Но в рамках американской экономики 3 миллиарда долларов были «скромной» суммой — она качественно не отличалась от более ранних дефицитов периода Нового курса и была значительно меньше «непреднамеренного» дефицита 1936 года. Кейнс предлагал кратно большее стимулирование.

### Временный национальный экономический комитет (TNEC)
Рузвельт дополнил меры созданием нового органа в администрации — Временный национальный экономический комитет (Temporary National Economic Committee, TNEC) был сформирован в июне 1938 года; его исполнительным секретарём стал сам Хендерсон. TNEC занялся расследованием деятельности «монополий». Рузвельт также назначил Турмана Арнольда (Thurman Arnold) главой антимонопольного управления в министерстве юстиции: Арнольд расширил штат подразделения с нескольких десятков адвокатов до почти трех сотен; управление начало сразу несколько антимонопольных процессов, призванных, как позже объяснил сам Арнольд, не столько искоренить монополии, сколько напоминать бизнесменам о власти правительства. Деятельность TNEC не произвела впечатления на современников.
Критики, включая политического философа Майкла Сэндела, полагали, что новые меры — вместо проведения структурной экономической реформы, достижения справедливости в распределении доходов и гарантий для простых американцев — были направлены на создание «новой политической религии», центром которой стал «обожествлённый экономический рост». Сторонники Рузвельта полагали, что дальнейшие структурные реформы были просто невозможны при действовавшем в тот период составе Конгресса — дефицит был единственной мерой, которая имела шансы получить поддержку законодателей.
В целом, современники не видели в действиях администрации 1937—1938 годов революционных перемен; угроза новой войны, а не экономическая теория, вынудила правительство начать расходовать средства в «невообразимом» масштабе: «на девятый год Великой депрессии и на шестой год Нового курса Рузвельта, более десяти миллионов американцев все еще оставались безработными, а Америка все еще не нашла формулы для экономического восстановления».